# 하기락
하기락(河岐洛, 1912년 1월 26일 ~ 1997년 2월 3일)은 한국의 철학자, 언론인, 아나키스트이다.
1912년 경상남도 함양군에서 태어났다. 1929년 광주 학생 항일 운동에 가담하였다가 보통학교에서 퇴학당하고 이후 중앙고등학교에서 졸업하였다. 1935년 일본에 유학하여 이후 입학한 와세다 대학 철학부에서 공부하며 아나키즘 운동에 참여하게 된다. 1940년 하이데거 연구로 졸업논문을 완성하고 귀국하였고, 광복 이후 1946년 부산 지역의 우익지인 『자유민보』를 창간하였다. 1951년에는 안의고등학교 설립을 주도하였다.
1947년 대구대학 철학과를 시작으로 경북대학교, 동아대학교, 계명대학교 등에서 교수직을 맡으며 국내 대륙철학 연구의 초석을 닦았다. 1963년 한국칸트학회를 설립했고 이후 대한철학회로 발전했다.